# Jasienica (dopływ Regi)
Jasienica (Kanał Sosnowo) – struga, prawy dopływ Regi o długości 6,32 km i powierzchni zlewni 19,52 km².
Struga płynie na pograniczu Równiny Nowogardzkiej i Wysoczyzny Łobeskiej, w woj. zachodniopomorskim, w gminie Resko. Jej źródło znajduje się w okolicy kolonii Sosnówko, skąd płynie na południe, następnie od miejscowości Sosnowo w kierunku zachodnim i wpada do Regi.